# Венцевичі
Венцевичі (біл. вёска Венцэвічы) — село в складі Мядельського району Мінської області, Білорусь. Село підпорядковане Свірській сільській раді, розташоване в північній частині області.